# Mykola Martschak

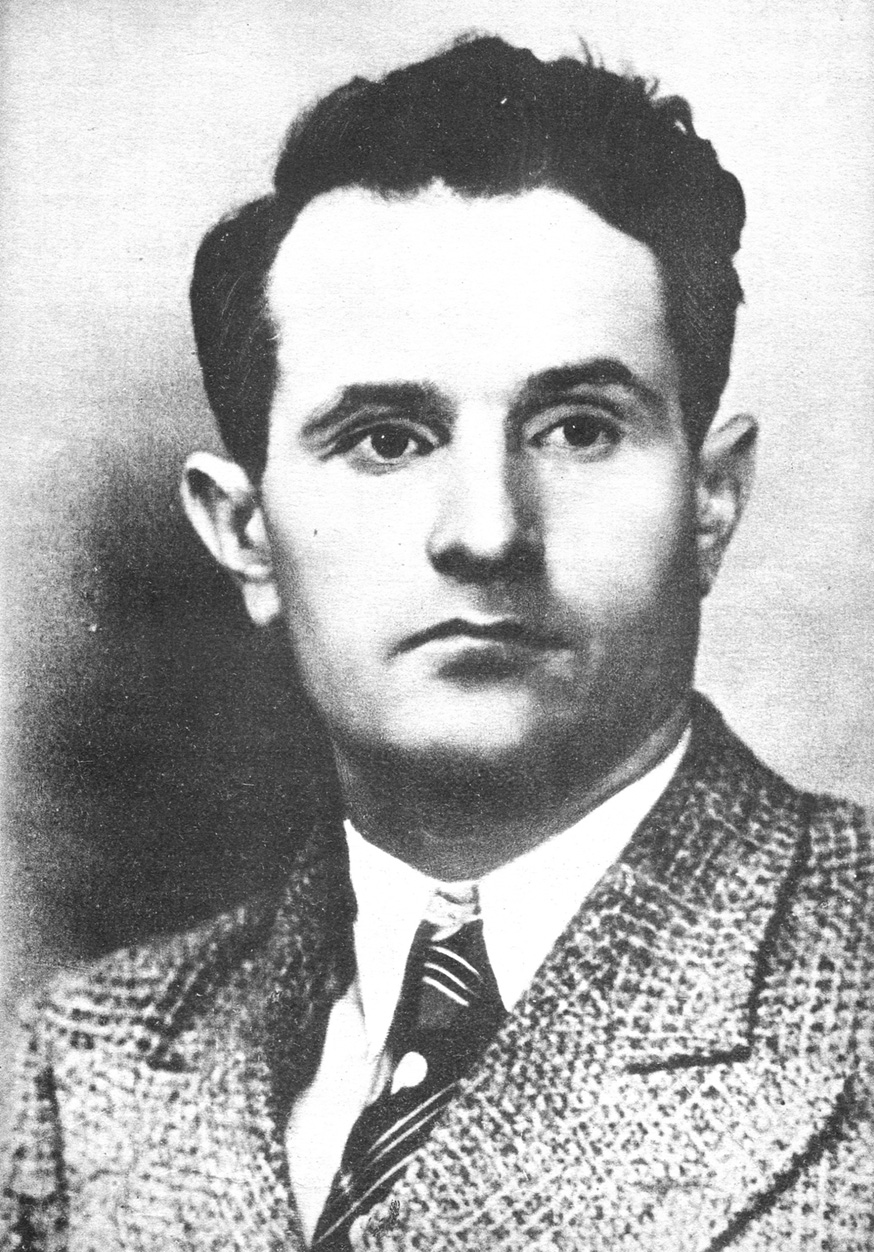
Mykola Martschak 1937

Mykola Makarowytsch Martschak (* 23. Dezember 1903jul. / 5. Januar 1904greg. in Saliszi, Gouvernement Podolien, Russisches Kaiserreich; † 23. September 1938 in Kommunarka, Oblast Moskau, Sowjetunion) war ein ukrainisch-sowjetischer Politiker.

## Biographie
Martschak kam als Sohn einer armen Bauernfamilie in Saliszi (ukrainisch Залісці) in der heutigen Oblast Chmelnyzkyj, Ukraine zur Welt, wo er auch bis September 1922 lebte. Seit 1921 war er Mitglied der KPR(B).
Von 1922 bis 1923 studierte er am Institut für Erziehungswissenschaft in Kamjanez-Podilskyj und arbeitete im Anschluss bis 1927 als Lehrer in seinem Heimatdorf und in der Geschäftsleitung eines Betriebes im nahen Dunajiwzi. Von 1928 bis 1931 studierte Martschak an der Wirtschaftsuniversität Kiew und am Institut für Chemische Technologie in Kiew. Danach arbeitete er bis Herbst 1937 beim Charkower Traktorenwerk.
Am 8. Oktober 1937 wurde er stellvertretender Kommissar für Bildung der UdSSR und vom 29. Oktober 1937 an, in Nachfolge des vom NKWD verhafteten Mychajlo Bondarenko, bis zum 19. Februar 1938 Vorsitzender des Rates der Volkskommissare der Ukrainischen Sozialistischen Sowjetrepublik (Regierungschef der USSR).
Martschak wurde am 20. Juni 1938 auf Grund der Anschuldigung einer antisowjetischen, trotzkistischen Organisation anzugehören festgenommen, am 22. September 1938 vom Militärkollegium des Obersten Gerichtshofes der UdSSR für schuldig befunden und zum Tode verurteilt. Das Urteil wurde in der Nacht vom 22. auf den 23. September 1938 in Kommunarka bei Moskau vollstreckt. Am 17. Juni 1958 wurde er rehabilitiert.